# Metarungia galpinii
Metarungia galpinii là một loài thực vật có hoa trong họ Ô rô. Loài này được (Baden) Baden mô tả khoa học đầu tiên năm 1984.